# Ланс-Крик (Вайоминг)
Ланс-Крик (англ. Lance Creek, Wyoming) — статистически обособленная местность, расположенная в округе Найобрэра (штат Вайоминг, США) с населением в 51 человек по статистическим данным переписи 2000 года.

## География
По данным Бюро переписи населения США статистически обособленная местность Ланс-Крик имеет общую площадь в 108,78 квадратных километров, водных ресурсов в черте населённого пункта не имеется.
Статистически обособленная местность Ланс-Крик расположена на высоте 1364 метра над уровнем моря.

## Демография
По данным переписи населения 2000 года в Ланс-Крик проживал 51 человек, 17 семей, насчитывалось 21 домашнее хозяйство и 53 жилых дома. Средняя плотность населения составляла около 0,5 человек на один квадратный километр. Расовый состав Ланс-Крик по данным переписи распределился следующим образом: 96,08 % белых, 3,92 % — представителей смешанных рас.
Испаноговорящие составили 3,92 % от всех жителей статистически обособленной местности.
Из 21 домашних хозяйств в 19,0 % — воспитывали детей в возрасте до 18 лет, 76,2 % представляли собой совместно проживающие супружеские пары, в 4,8 % семей женщины проживали без мужей, 14,3 % не имели семей. 4,8 % от общего числа семей на момент переписи жили самостоятельно, при этом среди жителей в возрасте 65 лет отсутствовали одиночки. Средний размер домашнего хозяйства составил 2,43 человек, а средний размер семьи — 2,56 человек.
Население статистически обособленной местности по возрастному диапазону по данным переписи 2000 года распределилось следующим образом: 17,6 % — жители младше 18 лет, 2,0 % — между 18 и 24 годами, 21,6 % — от 25 до 44 лет, 37,3 % — от 45 до 64 лет и 21,6 % — в возрасте 65 лет и старше. Средний возраст жителей составил 49 лет. На каждые 100 женщин в Ланс-Крик приходилось 104,0 мужчин, при этом на каждые сто женщин 18 лет и старше приходилось 100,0 мужчин также старше 18 лет.
Средний доход на одно домашнее хозяйство в статистически обособленной местности составил 36 250 долларов США, а средний доход на одну семью — 36 250 долларов. При этом мужчины имели средний доход в 26 875 долларов США в год против 16 250 долларов среднегодового дохода у женщин. Доход на душу населения в статистически обособленной местности составил 14 419 долларов в год. Все семьи Ланс-Крик имели доход, превышающий уровень бедности.